# Clara Andrada de la Calle
Clara Andrada de la Calle  (1982°) is een Spaanse fluitiste.

## Opleiding
Clara Andrada de la Calle, wat vaak afgekort wordt tot Clara Andrada, werd geboren in de Spaanse stad Salamanca. Ze studeerde eerst dwarsfluit bij Pablo Sagredo en Magdalena Martínez. Dankzij een studiebeurs van het Spaanse ministerie voor cultuur kon ze naar het Conservatoire de musique de Genève gaan, om te studeren bij Emmanuel Pahud en José-Daniel Castellon. Daarna kreeg ze les van Jaime Martín, aan het Royal College of Music in Londen. Bij het Joven Orquesta Nacional de España en het European Union Youth Orchestra leerde ze om te spelen als orkestlid.

## Carrière
In 2005 werd ze lid van het Chamber Orchestra of Europe, waar ze sinds 2011 eerste fluitiste is. Op 6 februari 2020 stond ze met het Chamber Orchestra of Europe en concertmeester Lorenza Borrani in deSingel te Antwerpen, met een programma van Mozart, Beethoven en Bach.
Daarnaast is ze ook soliste bij het hr-Sinfonieorchester van Frankfurt. Voorts trad ze op met het London Symphony Orchestra, London Philharmonic Orchestra, Rotterdams Philharmonisch Orkest, Sveriges Radio Symfoniorkester en de Bamberger Symphoniker en met dirigenten als Nikolaus Harnoncourt, Valery Gergiev, Sir Colin Davis, Bernard Haitink, Vladimir Asjkenazy en Lorin Maazel.
Haar voorkeur gaat uit naar kamermuziek en ze treedt geregeld op als lid van het Hindemith Wind Quintet. Ze speelde ook met ensembles zoals Auryn Quartet, Trio Arbós en Duo Neopercussión en met solisten als de Hongaars-Britse pianist Sir András Schiff, Nederlandse violiste Janine Jansen, Franse pianist Pierre-Laurent Aimard, Zweedse klarinettist Martin Fröst en haar voormalige leraar Emmanuel Pahud.
In 2013 nam ze haar eerste cd op, met het Orquesta Sinfónica de Castilla y León en dirigent Alejandro Posada. Hij bevatte concertos voor fluit en orkest van Mexicaanse componist Arturo Márquez en de Spaanse componisten Xavier Montsalvatge en Joan Albert Amargós.
Ze is professor aan het Conservatorio Superior de Aragón. Ze gaf masterclasses aan het Royal College of Music in Londen, Buchmann Mehta School of Music in Tel Aviv en aan het Musikene Conservatorio Superior de Música in Baskenland. Verder geeft ze lessen voor houtblazers aan het European Union Youth Orchestra, Joven Orquesta Nacional de España, Jove Orquestra Simfònica de Catalunya en Orquesta Sinfónica de Castilla y León.

## Onderscheidingen
In 2018 kreeg Clara Andrada de la Calle de Ojo Crítico prijs van de Spaanse nationale radio (RNE).